# Приправочные книги
Приправочные книги (от «приправка» — справка) — копии сводных документов (писцовых книг, дозорных книг, перечневых росписей и других документов).
Приправочные книги составлялись в XVI—XVII вв. по району, который предстояло описать и выдавались писцам.
При составлении новых описаний использовались в качестве образца для переписных книг.
Разница данных приправочных книг и действительного положения в районе описания служила основанием для изменения податного обложения.